# Circle Seven Animation
Circle Seven Animation (или Disney Circle Seven Animation) — подразделение Walt Disney Feature Animation, специализирующееся на анимации компьютерных изображений и первоначально предназначалось для создания продолжений мультфильмов Pixar, принадлежащих Disney, что привело к тому, что конкуренты и аниматоры насмешливо прозвали подразделение «Pixaren’t». Студия не выпускала никаких фильмов за время своего существования, и ни один из её сценариев не использовался Pixar.
Подразделение было названо в честь улицы, на которой находилась его студия, Circle Seven Drive в Глендейле, штат Калифорния, где также находится KABC-TV.
В связи с покупкой Disney Pixar в январе 2006 года, 26 мая того же года, Disney закрыла Circle Seven Animation и перевела около 136 из 168 сотрудников студии в Walt Disney Feature Animation, которая была переименована в Walt Disney Animation Studios в 2007 году, и запланированные продолжения Pixar (в том числе Monsters Inc. 2: Lost in Scaradise, «В поисках Немо 2» и версия Circle Seven «Истории игрушек: Большой побег») были отменены после закрытия Circle Seven.

## Предыстория
Первоначально у Pixar и Disney было соглашение о выпуске семи мультфильмов, которое дало Disney полное право собственности на мультфильмы и персонажей Pixar вплоть до мультфильма «Тачки», а также права на сиквелы. С успехом «Истории игрушек 2» в конце 1999 года тогдашний главный исполнительный директор Disney Майкл Айснер и тогдашний владелец Pixar Стив Джобс начали расходиться во мнениях о том, как следует управлять Pixar и условиями продолжения отношений.
Ойснер утверждал, что «История игрушек 2», поскольку это было продолжение, не учитывалась в соглашении «оригинального» фильма, хотя Джобс с этим не согласился.
В январе 2004 года — после десяти месяцев переговоров — Джобс объявил, что Pixar не будет продлевать своё соглашение с Disney и, начиная с 2006 года, будет искать других дистрибьюторов. Джобс хотел, чтобы Pixar получила большую часть прибыли, которую получили их фильмы (предоставив Disney стандартную плату за распространение в размере 10%), а также полную собственность на любые будущие фильмы и персонажей, которые студия создаст после «Тачек».
Айснер сочёл эти договорами неприемлемыми. Исполнительный продюсер Pixar Джон Лассетер, который лично снял «Историю игрушек», «Приключения Флика» и «Историю игрушек 2», был расстроен из-за распада отношений между Disney и Pixar, поскольку он беспокоился о том, что Disney может сделать с персонажами, созданными Pixar.
Когда ему пришлось объявить о том, что произошло на встрече 800 сотрудников Pixar, Лассетер, как сообщается, сказал, сквозь слезы: «Это как будто у вас есть эти дорогие дети, и вы должны отказаться от них, чтобы они были усыновлены осуждёнными растлителями детей».

## Название
Circle Seven Animation была названа в честь улицы, на которой находилась её студия, и часто используется логотип Circle 7, логотип телевизионной станции в США, разработанный в начале 1960-х годов для пяти принадлежащих и управляемых станций ABC, все из которых транслируются на 7-м МВ-канале.

## История
В марте 2004 года Disney Circle Seven Animation была создана как студия CGI-анимации для создания продолжений мультфильмов Pixar, принадлежащих Disney, после этого студия начала нанимать сотрудников. Это рассматривалось как размерная монета людьми как в Pixar, так и в Disney, а также как запасной план Айснера на случай, если переговоры провалятся.
Проекты, над которыми работала студия, были ранними черновиками «Истории игрушек: Большой побег», Monsters Inc. 2: Lost in Scaradise и «В поисках Немо 2».
Боб Айгер сменил Айснера на посту нового главного исполнительного директора Disney в 2005 году. Во время просмотра парада в гонконгском Диснейленде осенью Айгер почувствовал, что Disney нуждается в Pixar, потому что все персонажи, которым меньше десяти лет на параде, были из мультфильмов Pixar. 24 января 2006 года Айгер и Джобс согласились на сделку, в рамках которой Disney купит Pixar за 7,4 миллиарда долларов, а руководство Pixar (Эдвин Катмулл и Лассетер) возьмёт под контроль анимационную группу Disney. В соответствии с этой новой сделкой Pixar сделает «Историю игрушек: Большой побег» с новым сценарием; режиссёр Эндрю Стэнтон заявил, что Pixar намеренно избегала смотреть на сценарий Circle Seven.
26 мая 2006 года Disney закрыла Circle Seven Animation и перевела около 136 из 168 сотрудников студии в Walt Disney Feature Animation (переименованную в Walt Disney Animation Studios в 2007 году). Позже Катмулл рассказал в своей книге Creativity, Inc., что, хотя сотрудники Pixar были разочарованы решением Disney создать Circle Seven Animation, чтобы создать продолжения собственных мультфильмов Pixar, они не держали это против сотрудников Circle Seven, которые не принимали участия в этом решении. Именно поэтому Катмулл и Лассетер были готовы поглотить большую часть рабочей силы Circle Seven непосредственно в Walt Disney Animation Studios. В конце концов они назначили Эндрю Миллштейна, бывшего главу Circle Seven, генеральным менеджером Walt Disney Animation Studios для ведения повседневных деловых дел от их имени.